# Падший воробей
«Падший воробей» (англ. The Fallen Sparrow) — нуаровый шпионский триллер режиссёра Ричарда Уоллеса, вышедший на экраны в 1943 году.
Фильм поставлен по одноимённому роману Дороти Б. Хьюз и рассказывает об американском добровольце, воевавшем на стороне республиканцев во время Гражданской войны в Испании Джоне «Ките» Маккиттрике (Джон Гарфилд), который приезжает в Нью-Йорк, чтобы расследовать убийство своего друга, который помог ему бежать из фашистской тюрьмы. В ходе расследования главный герой раскрывает целую сеть действующих в Нью-Йорке нацистских агентов, направленных, чтобы завладеть флагом его интербригады.
Композиторы Константин Бакалейникофф и Рой Уэбб за музыку к этому фильму в 1944 году были удостоены номинации на Оскар.

## Сюжет
Фильм открывается словами: «В воюющем мире многие воробьи должны пасть». В ноябре 1940 года Джон «Кит» Маккиттрик (Джон Гарфилд) возвращается в Нью-Йорк после того, как узнал из газет о том, что его друг лейтенант нью-йоркской полиции Луи Лепетино разбился насмерть, выпав из окна многоэтажного дома. В тамбуре поезда Кит сталкивается с привлекательной молодой женщиной (Морин О’Хара), которая незаметно опускает что-то в карман его пиджака. В Нью-Йорке Кит сразу же направляется к инспектору полиции Тобину (Джон Мильян), который утверждает, что Луи погиб в результате самоубийства. Однако Кит не верит в это и решает начать собственное расследование. Он останавливается у своего старого друга Эба Паркера (Брюс Эдвардс), которому рассказывает о событиях в его жизни в течение нескольких последних лет. В составе интернациональных бригад Кит участвовал в Гражданской войне в Испании, где попал в фашистский лагерь. В течение двух лет Кита пытали, и кошмар этих пыток серьёзно повлиял на его психику. Самые страшные воспоминания у Кита связаны со звуком шагов приволакивающего ногу, хромого нациста, появление которого предвещало самые жестокие пытки. Однако лица этого нациста Кит не видел, и имени его не знает. В конце концов, благодаря Луи Киту удалось бежать из лагеря, после чего он проходил реабилитацию в Аризоне и вот теперь вернулся в Нью-Йорк, чтобы расследовать гибель Луи. Эб предлагает Киту временно поселиться у него, а вечером приглашает пойти на светский вечер в честь беженцев из Европы, который устраивает в своём доме их общая знакомая Барби Тэвитон (Патриша Морисон).
На шикарном вечере Кит встречает Барби, с которой у него когда-то был роман, однако приветствует её довольно холодно, памятуя о том, что она не поддержала его, когда он уезжал в Испанию, и лишь раз навестила его во время реабилитации. На вечере Кит знакомится с известным норвежским историком Кристианом Скаасом (Уолтер Слезак), который передвигается в кресле-каталке, и его племянником Отто (Хью Бомонт). Рассуждения доктора Скааса о превосходстве современных методов пыток, сочетающих физические мучения с моральными, навевают Киту болезненные воспоминания о его пребывании в лагере. На вечере Кит также встречает свою старую знакомую и кузену Эба, певицу Уитни Паркер (Марта О’Дрисколл). Затем Кит видит, как Отто танцует с той самой женщиной, с которой она столкнулся в поезде. Как выясняется, её зовут Тони Данн, и она является внучкой принца Франсуа де Намура. После того, как Барби и Отто заявляют, что уезжают кататься на лыжах, Кит направляется вместе с Уитни в ночной клуб, в котором та работает певицей, где она показывает ему своего нового аккомпаниатора, пианиста Антона (Джон Баннер). Уитни рассказывает Киту, что Луи выпал из окна на одной из вечеринок у Барби, на которой присутствовали и Скаасы, которые, как она подозревает, являются немецкими агентами. В момент падения Отто Скаас был в своей комнате, остальные гости находились в зале и лишь Тони была непосредственной свидетельницей падания, вскрикнув в этот момент. Когда Кит возвращается в квартиру Эба, дверь ему открывает дворецкий по имени Рамон, так как Эб уехал в командировку в Вашингтон. В своей комнате Кит видит, что Рамон уже распаковал его вещи, при этом подкладка его чемодана надорвана. В кармане пиджака Кит неожиданно обнаруживает портмоне Луи с его полицейским значком, в которое также вложено письмо Кита с мольбой к Луи вытащить его из лагеря, в котором Кит также пишет, что у него есть нечто, что «они хотят заполучить». Письмо вновь возбуждает страшные воспоминания о пытках, и Кит снова слышит шаркающие шаги хромого человека.
На следующий день Кит приходит в шляпный магазин, где Тони работает демонстратором, однако она разговаривает с ним крайне неприветливо и отказывается пойти на ланч. Однако Кит понимает, что такая хрупкая женщина, как Тони, не могла вытолкнуть из окна крепкого и физически развитого Луи. Затем Кит приходит к Уитни, чтобы поговорить с ней об Антоне, который также является беженцем. После ухода Уитни на работу у Кита начинается очередной приступ звуковых галлюцинаций, во время которого он выходит на улицу, чтобы успокоиться. В этот момент он замечает, как сразу вслед за Уитни в дом заходит какой-то хромой человек. Кит быстро взбирается по пожарной лестнице в квартиру Уитни. Услышав шум, в комнату заходит Антон, который живёт в этом же доме. После его ухода Кит рассказывает Уитни о том, что хромой человек преследует его, потому что у него есть нечто, что этот человек хочет получить. На следующее утро Тони звонит Киту, чтобы извиниться за свою невежливость, и приглашает его вечером на ужин, а перед этим просит заехать к ней домой, чтобы познакомиться с принцем Франсуа (Сэм Голденберг). На этой встрече, где также присутствуют доктор Скаас и Отто, принц показывает Киту свои фамильные штандарты, которые, как он объясняет, символизируют славу и честь его рода на протяжении многих поколений, и за них надо сражаться. Позднее за ужином в ресторане Кит целует Тони, и она признаётся, что Луи, с которым она близко сошлась перед его смертью, отдал ей своё портмоне за сутки до своей гибели. Она положила его в карман Кита, чтобы предупредить его, что за ним следят. После совместного вечера Тони целует Кита и просит его ей доверять, так как они могут помочь друг другу. Проводив Тони домой, Кит возвращается в квартиру Эба, где в темноте на него кто-то набрасывается и бьёт по голове. Справившись с напавшим, Кит включает свет и видит, что это Антон. Пианист отказывается отвечать на вопросы Кита, заявляя, что за это его убьют, однако сообщает, что нацисты дали Киту возможность сбежать из лагеря с тем, чтобы проследив за ним, выйти на флаг его испанской бригады. Кит заявляет Антону, что штандарт по-прежнему у него, и тот так и может передать «маленькому человеку в Берлине». Кит выпроваживает пианиста из квартиры, а затем и подслушивавшего их разговор Романа, после чего у него начинается очередной приступ. Однако Кит решает немедленно продолжить расследование, найти «хромого» и убить его. Вечером Кит просыпается от звука выстрела, обнаруживая в гостиной убитого Эба с раной в виске и пистолетом рядом. Вызвав Уитни, Кит просит её пригласить инспектора Тобина и рассказать ему всё, а сам приезжает к родителям Луи, где находит в его вещах коробочку, которую в качестве сувенира послал ему из Испании. Вернувшись в квартиру, Кит сообщает инспектору Тобину о хромом человеке, однако тот не обращает внимания на его слова. Инспектор заключает, что смерть Эба была самоубийством, даже несмотря на то, что тот, по словам Кита, боялся даже прикасаться к оружию. Кит заявляет, что подозревает Отто Скааса в убийстве Луи, однако, по информации Тобина, у того есть алиби на момент убийства Эба. Далее Кит сообщает Тобину, что его преследует хромой человек, который хочет заполучить хранящийся у него флаг его бригады. Кит считает, что Эба убили из-за того, что он вёл расследование убийства Луи, и подозревая в нём Скаасов. Затем Кит вскрывает сувенир, извлекая из неё медальон Льва Святого Рафаэля, который крепился к флагу его бригады. Используя медальон в качестве приманки, Кит рассчитывает с его помощью выйти на хромого человека. В клубе Барби сообщает Киту о помолвке с Отто. После появления Тони, Кит одевает ей медальон на шею, говоря, что он был на штандарте его бригады. Они вместе уходят из клуба, и у дверей её квартиры объясняются друг другу в любви и целуются. Зайдя в квартиру, Тони показывает медальон двум немецким агентам, лица которых не показаны.
На следующий день в полиции Тобин сообщает Киту, что Луи по правительственному заданию расследовал деятельность шпионской сети. В действительности, он не выпал из окна, а был застрелен в комнате доктора Скааса в тот момент, когда Отто Скаас якобы находился в соседней комнате, после чего Луи выбросили из окна. В свою очередь Кит объясняет Тобину, что боевой штандарт его бригады является личным делом между ним и «маленьким человеком в Берлине». Бригада Кита уничтожила одного из генералов, который был «старым другом того человека со времён пивного путча». И тогда этот человек поклялся уничтожить всю бригаду до последнего человека, а её флаг повесить в своём саду. В свою очередь Кит поклялся, что этого не будет. Тони назначает Киту срочную встречу в своём магазине, где сознаётся, что её заставляют работать на шпионскую сеть, и что Луи убили, потому что он был близок к раскрытию сети. Затем узнав, что флаг у Кита, она просит отдать его, называя просто «грязной тряпкой», рисковать жизнью ради которой бессмысленно. В ответ Кит произносит страстную речь о том, что этот флаг стал символом борьбы, знаком памяти его погибших товарищей и потому он не отдаст его. И если поганые руки «маленького человека» прикоснутся к этому флагу, то, как заявляет Кит, он сгорит в аду. Затем Кит уговаривает Тони занять его сторону, однако она отвечает, что даст ему ответ вечером на приёме у принца, обещая помочь ему проникнуть в кабинет доктора Скааса, чтобы найти и убить хромого, который точно будет на приёме.
Вечером в дом принца Кита отвозит переодетый таксистом офицер полиции, который ожидает его у подъезда. В ходе приёма доктор Скаас приглашает Кита в кабинет, предлагая выпить из родовых кубков. Затем они спускаются вниз, чтобы посмотреть выступление цыганской танцовщицы. Во время выступления Тони провожает Кита на второй этаж в кабинет Скааса. Вскоре Кит слышит шаги хромого человека, и когда дверь открывается, он видит доктора Скааса. Доктор говорит, что он не убьёт Кита, потому что тот обладает информацией, которая ему нужна, а Кит не убьёт его, потому что он не достаточно жесток для совершения хладнокровного убийства. Скаас признаёт, что это Отто убил Луи, а Эба застрелил он сам, проникнув в квартиру с помощью Романа. Затем Скаас говорит, что в кубок Кита он добавил вещество, подавляющее волю, а сейчас, когда оно начнёт действовать, введёт ему «сыворотку правды». Когда доктор с наполненным шприцем уже направляется к Киту, тот, уже падая, достаёт пистолет и несколькими выстрелами убивает доктора. Затем он успевает вызвать через окно ожидающего его водителя, который приводит Кита в чувства. Когда водитель бросается вдогонку за Антоном, Кит на мгновение остаётся наедине с Тони. Она говорит, что это была ловушка, и она знала, что он об этом знает, и верила в него. Пока к дому приближается полиция, Тони признаётся, что она вовсе не внучка принца, а нацистские шпионы обманом втянули принца в свои дела, пообещав сделать его королём Франции. Она рассказывает Киту, что была замужем за настоящим Отто Скаасом, который умер в концентрационном лагере. А тот, кто выдавал себя за Скааса — нацист. Взяв её трёхлетнюю дочь в заложницы, нацисты вынудили Тони работать на шпионскую агентуру. Кит обещает всё исправить и под звук полицейских сирен уговаривает Тони бежать через чёрный ход, договариваясь позднее встретиться в Чикаго. Кит сообщает прибывшему Тобину, что человек, выдававший себя за доктора Скааса, на самом деле был главой шпионской группы, и просит детектива не преследовать Тони, которая помогла ему в расследовании. Кит говорит Тобину, что спрятал флаг в Лиссабоне, и собирается вылететь туда, чтобы забрать его. Ожидая вылета в Португалию, Кит видит, как Тони садится в тот же самолёт на Лиссабон. В сопровождении полиции Кит поднимается на борт самолёта, где полиция обвиняет Тони в том, что она немецкая шпионка, оформившая сегодня паспорт в немецком посольстве. После того, как полиция выводит Тони из самолёта, Кит перед вылетом в Лиссабон замечает, что «пал ещё один воробей».

## В ролях
- Джон Гарфилд — Джон «Кит» Маккиттрик
- Морин О'Хара — Тони Донн
- Уолтер Слезак — доктор Кристиан Скаас
- Патриша Морисон — Барби Тэвитон
- Марта О'Дрисколл — Уитни Паркер
- Брюс Эдвардс — Эб Паркер
- Джон Бэннер — Антон
- Джон Мильян — инспектор Тобин
- Хью Бомонт — Отто Скаас

## История создания фильма
Как заметил историк кино Джефф Майер, в 1942-43 годах после того, как США объявили войну Японии, создавалось сравнительно мало фильмов нуар. Чувствовалось, что «нуаровые фильмы с их морально неоднозначными образами и пессимистическим взглядом на человека не подходили для времени, когда нация боролась за выживание». Стремление к преодолению разобщённости и единению продолжалось до 1944-45 годов, когда вновь началось производство фильмов нуар на постоянной основе. С другой стороны, по замечанию Гленна Эриксона, во время Второй войны вновь обрели популярность неброские шпионские истории в духе Грэма Грина, наибольшего успеха среди которых добился фильм нуар «Оружие для найма» (1942). Однако, пишет Эриксон, «перевод сложных политических раскладов военного времени на язык кино был довольно рискованным» и мог иметь непредсказуемые последствия. И хотя студия Warner Bros. выпустила просоветский пропагандистский фильм «Миссия в Москву» (1943), кинокомпания Paramount побоялась риска, и в фильме «По ком звонит колокол» (1943) на спорную тему Гражданской войны в Испании «ни разу не использовала такие острые слова, как фашист или коммунист». По словам критика, в какой-то момент тема Гражданской войны в Испании стала особенно чувствительной, и подход к ней был разным. Если фильм «Блокада» (1938) оказался неудачной (в творческом плане) попыткой левых в Голливуде поддержать антифашистов и Испанскую республику, то «Секретный агент» (1945) уже в большей степени был сориентирован на интриги в духе Грэма Грина на романтическом фоне потерпевшей крах республиканской идеи. «Падший воробей» оказывается где-то посередине между двумя этими фильмами.
В основу данного фильма положен роман автора саспенс-историй Дороти Хьюз, которая написала также книги, по которым впоследствии были поставлены фильмы нуар «В укромном месте» (1950) и «Розовая лошадь» (1947). Согласно информации «Голливуд репортер», в 1942 году RKO купила у писательницы права на экранизацию романа за 15 тысяч долларов, намереваясь сделать фильм с Морин О’Харой в главной роли. Между тем, политическое отношение к испанским фашистам в тот момент было «слегка перегретым». В этой связи директор RKO Уильям Гордон направил продюсеру картины Роберту Феллоузу меморандум, в котором обращалось внимание на проблемы, которые фильм может породить. В частности, указывалось на «желание Государственного департамента поддерживать самые дружественные отношения с нынешним испанским правительством», а также на «возможность того, что Испания станет союзником». Он даже предлагал заменить Испанию на захваченную нацистами Францию. Сходным образом глава Администрации производственного кодекса Джозеф Брин в своём письме RKO «настойчиво призывал проконсультироваться с международным департаментом в отношении желательности испанского аспекта истории, содержащегося в фильме». Феллоуз предпочёл не прислушиваться к таким предупреждениям и продолжать работу над фильмом, сохранив неизменными все политические составляющие истории.
Как отмечает историк кино Андреа Пассафьюме, RKO провела шесть месяцев в поисках актёра на роль Кита. Сначала роль предложили Джеймсу Кэгни, но он отказался, так как считал поддержку республиканцев «своим личным делом». После этого проводились переговоры с Кэри Грантом, Рэндольфом Скоттом и Джорджем Брентом, но все ответили отказом. Наконец, у студии Warner Bros. был взят в аренду Джон Гарфилд, который был известен ролями крутых парней. По информации Американского института кино, за право снять Джона Гарфилда в этой картине и Джоан Лесли — в фильме «Небо — это граница» (1943), RKO отдала Warner Bros. свои права на съёмку фильмов «Бремя страстей человеческих» и «Царство животных». Как считает Пассафьюме, для Гарфилда это был хороший карьерный ход, благодаря которому он расширил свой актёрский диапазон и добился признания сильным исполнением роли такого психологически сложного персонажа, как Кит.

## Оценка фильма критикой

### Общая оценка фильма
Критика достаточно благосклонно, хотя и с оговорками, приняла фильм после его выхода на экраны. Так, в рецензии «Нью-Йорк Таймс» картина была охарактеризована как «далеко не безупречная» «странная и тревожная мелодрама», построенная вокруг «причудливой идеи» о необыкновенном столкновении группы нацистских агентов с пострадавшим от нацистских пыток бывшим добровольцем республиканской армии. Развиваясь из «странной и сомнительной» отправной точки, «фильм слишком часто забредает в дезориентирующий лабиринт хитроумных и взаимно пересекающихся сюжетных линий» и создаёт «довольно запутанную игру в коши-мышки, в которой психология, обман и наркотики используются как оружие». Однако, как отмечается в рецензии, «в силу крепкой игры Джона Гарфилда в главной роли и особого умения, с которым режиссёр Ричард Уоллес высветил значимые кульминационные моменты истории, фильм выступает как одна незаурядных и возбуждающе интересных мелодрам последних месяцев».
Сходные оценки дают картине и современные историки кино. Джефф Майер обращает внимание на то, что «это первый голливудский фильм, выпущенный во время Второй мировой войны, который рисует портрет психологически травмированного американца, которому из-за войны оказывается трудно приспособиться к повседневной жизни и возобновить прежние отношения с любимыми и друзьями». О связи с жанром фильм нуар, по мнению Майера, свидетельствует «интериоризация сюжета и акцент на психически расколотых личностях, что станет характерной чертой фильмов нуар после 1945 года». Вместе с тем, финал картины, «в котором герой жертвует любимой женщиной, потому что она является вражеским шпионом, служит пропагандистским моментом, который был абсолютно обоснован в фильме 1943 года». Батлер указывает, что «хотя фильм страдает от путаного сценария, тем не менее, он оказывается более чем достойным небольшим шпионским триллером, смешанным с фильмом нуар». А при более искусном сценарии он мог бы стать «крепкой классикой, а не просто хорошим фильмом с некоторыми недостатками, которым в итоге оказался».
Спенсер Селби обращает внимание на то, картина «глубоко и чувственно разрабатывает идею психологической пытки», представляя «эмоционально травмированного человека, которого преследуют как внутренние, так и внешние демоны» после того, что тот пережил во время Гражданской войны в Испании . Гленн Эриксон характеризует картину как «триллер с политической интригой, который хотя и слабоват в плане нервного напряжения, зато весом игрой Джона Гарфилда», который кажется настолько естественным, как будто он не играет своих персонажей, а «живёт внутри них». Далее критик отмечает, что картина «скачет по коктейльным вечеринкам, ночным клубам и гостиничным номерам, где подозреваемых представляют с такой скоростью, что зрители не успевают их переварить и начать различать». Вместе с тем, «у истории есть манера притормозить, чтобы какой-либо персонаж произнёс очередное патриотическое мини-эссе о необходимости остановить этих нацистских ублюдков. Публике напоминают, что старые добрые Соединённые штаты Америки в это время втянуты в войну на обоих фронтах. Время быть жёсткими, и это означает, что надо вычистить всех этих отвратительных шпионов Оси». Критик также обращает внимание на определённые параллели картины с классическим нуаром Джона Хьюстона «Мальтийский сокол» (1941), в частности, в плане использования приёма с макгаффиным, и сходства некоторых персонажей, в частности, Слезака в роли профессора Скааса — с персонажем Сидни Гринстрита, а О’Хары — с Мэри Астор.

### Оценка работы режиссёра и творческой группы
Критики высоко оценили работу главного режиссёра фильма Ричарда Уоллеса. В частности, «Нью-Йорк Таймс» обратил внимание на высокое «мастерство, с которым Уоллес использовал как музыку, так и камеру, чтобы дать почувствовать напряжение пропитанного страхом сознания добровольца», благодаря чему картина поднимается над уровнем «просто надуманной и мрачной». Деннис Шварц посчитал, что Уоллес сильно поставил картину, которая, несмотря на невнятность сюжета, отличается нарастающим напряжением. «И если бы сюжет не был столь туманен, получился бы куда лучший психологический триллер, так как Гарфилд великолепен в роли энергичного, психологически травмированного ветерана войны». Батлер также подчёркивает умение Уоллеса использовать камеру и тени для создания пугающего эффекта. Пассафьюме обращает внимание на то, что монтажёром фильма был Роберт Уайз, за год до того, как он сам стал режиссёром и впоследствии завоевал Оскары за такие классические фильмы, как «Вестсайдская история» (1961) и «Звуки музыки» (1965).

### Оценка актёрской игры
Специалисты высоко оценили актёрскую игру в фильме, особенно выделив работу Джона Гарфилда в главной роли. Как пишет «Нью-Йорк Таймс», «Гарфилд практически всё время убедителен, и без его уверенной и тонкой игры в этой сложной роли впечатления от усилий мистера Уоллеса потерялись бы полностью». Кини называет игру Гарфилда «захватывающей», а по мнению Батлера, «в том, что фильм в конце концов справляется со своим часто туманным сценарием, основная заслуга принадлежит Гарфилду». Критик считает, что будучи «одним из самых сильных актёров своего времени, Гарфилд, как правило, всецело отдавался роли, демонстрируя вдохновляющую преданность и приверженность работе». Так и в этом фильме «он полностью владеет ситуацией, показывая каждый мучительный поворот в психике своего героя, и делает это именно так, как надо». Батлер полагает, что в других руках такая роль могла бы превратиться в упоение актёра собой и привести к серьёзному переигрыванию с его стороны. Однако «Гарфилд намного более заинтересован в том, чтобы создать образ, чем произвести эффект», и всегда остаётся верен тем задачам, которые ставит перед ним драма, а не тому, чтобы удовлетворить собственное эго. Как отмечает Эриксон, «в своей властной и дерзкой манере» Гарфилд в одиночку тащит весь фильм на себе.
Пассафьюме отмечает, что «тёмно-рыжая Морин О’Хара играет необычную для себя вторую главную роль роковой возлюбленной Кита». По мнению «Нью-Йорк Таймс», «она сильна в самые волнующие моменты, однако смотрится безжизненно в более спокойных сценах». Гленн Эриксон считает, что она «красива, но довольно вяла в роли таинственной женщины с Континента, и всё время выглядит так, как будто кто-то забрал у неё любимого щеночка». Батлер вообще полагает, что она «просто не правильно выбрана на роль». Что касается Уолтера Слезака, то, как замечает Пассафьюме, этот «характерный актёр вносит восхитительный зловещий штрих в роль таинственного доктора Скааса, профессора, восхищающегося воздействием психологических пыток». Игру Слезака примерно в том же ключе отмечают также Шварц и Кини, а Батлер вообще считает, что «Слезак в хорошей форме и играет едва ли не на том же высочайшем уровне, что и Гарфилд».